# Tasty Coffee Roasters
Tasty Coffee Roasters (сокращается до Tasty Coffee) — российская компания, занимающаяся преимущественно обжаркой кофейных зёрен и их продажей. На обжарочных предприятиях используются ростеры компаний Probat и Loring, дожигатели, дестоунеры, промышленные кофемолки Ditting и прочее оборудование.

## История
Годом зарождения Tasty Coffee принято считать 2008, когда Михаилом Шаровым в Ижевске было основано обжарочное производство. Михаил приобрёл на кредитованные средства бывшее в употреблении оборудование для обжарки, которое установил в арендованном помещении. Впоследствии сфера деятельности компании расширилась до реализации кофейных зёрен в собственном интернет-магазине, которым занялся брат Михаила, Артём Шаров, и продаже кофе в фирменных кофейнях.
В 2013 году между Tasty Coffee и студией Muhina Design было запущено сотрудничество по разработке дизайна для упаковок кофе.
В 2021 году стало известно, что Tasty Coffee принимает упаковки от зёрен собственного бренда для дальнейшего направления их на переработку в виде сшитого из них мерча.

## Общественное мнение
В 2013 году дизайн упаковок Tasty Coffee был удостоен награды Red Dot Design Award. Годом позже дизайн продукции компании, созданный в сотрудничестве с Muhina Design, был избран для участия в выставке PIR Expo Awards 2014.
2019 год для Tasty Coffee ознаменовался победой её обжарщика, Олега Жильцова, в Национальной премии «Обжарщик года — 2019». В сумме за два этапа Олегом было набрано 111,92 балла. В 2020 году на этой же премии Tasty Coffee получила звание «лучшей компании-обжарщика года» благодаря обжарщику Тихону Анисенкову.
В январе 2020 года на сайте интернет-издания «Афиша Daily» был опубликован список онлайн-магазинов лучших российских обжарщиков. Её автором выступила Мария Касицына, включившая Tasty Coffee в этот рейтинг и отметившая её самостоятельность в поиске зелёных зёрен, современность процесса их обжарки и наличие блога кофейной тематики «Журнал о кофе» на сайте компании.
В 2022 году в рамках ежегодной премии PIR Expo Awards представленный Tasty Coffee продукт, кофейный концентрат, победил в номинации «Некофейные напитки или ингредиенты для приготовления кофе/некофейныйх напитков».
В 2023 году команда Tasty Coffee стала победителем 10-го сезона Russian Coffee Cup.